# Prîmorsk
Prîmorsk (în ucraineană Приморськ) este un oraș din Ucraina.

## Demografie
Componența lingvistică a orașului Prîmorsk
     Rusă (73,38%)
     Ucraineană (24,98%)
     Bulgară (1,32%)
     Alte limbi (0,12%)
Conform recensământului din 2001, majoritatea populației orașului Prîmorsk era vorbitoare de rusă (73,38%), existând în minoritate și vorbitori de ucraineană (24,98%) și bulgară (1,32%).